# Sarothrocrepis
Sarothrocrepis is een geslacht van kevers uit de familie van de loopkevers (Carabidae). De wetenschappelijke naam van het geslacht is voor het eerst geldig gepubliceerd in 1850 door Chaudoir.

## Soorten
Het geslacht Sarothrocrepis omvat de volgende soorten:
- Sarothrocrepis andrewesi Jedlicka, 1934
- Sarothrocrepis benefica (Newman, 1842)
- Sarothrocrepis civica (Newman, 1840)
- Sarothrocrepis corticalis (Fabricius, 1801)
- Sarothrocrepis dimidiata Macleay, 1888
- Sarothrocrepis elegans (Blackburn, 1901)
- Sarothrocrepis fasciata Macleay, 1871
- Sarothrocrepis fragilis (Blackburn, 1901)
- Sarothrocrepis gravis (Blackburn, 1901)
- Sarothrocrepis humerata Sloane, 1900
- Sarothrocrepis inquinata (Erichson, 1842)
- Sarothrocrepis javanica Emden, 1937
- Sarothrocrepis liturata Macleay, 1888
- Sarothrocrepis luctuosa (Newman, 1842)
- Sarothrocrepis mastersii Macleay, 1871
- Sarothrocrepis m-nigrum Jordan, 1894
- Sarothrocrepis notabilis Macleay, 1888
- Sarothrocrepis notata Macleay, 1888
- Sarothrocrepis obsoleta (Blackburn, 1892)
- Sarothrocrepis obtusa Sloane, 1917
- Sarothrocrepis pallida Macleay, 1871
- Sarothrocrepis papua Darlington, 1968
- Sarothrocrepis parvicollis (Blackburn, 1894)
- Sarothrocrepis posticalis (Guerin-Meneville, 1830)
- Sarothrocrepis setulosa Sloane, 1911
- Sarothrocrepis suavis Blackburn, 1890
- Sarothrocrepis tridens (Newman, 1840)